# Montesclado
Montesclado és un poble del terme municipal de Farrera, a la comarca del Pallars Sobirà.
Està situat al nord-oest del terme, a migdia de Tírvia, a ponent de Glorieta i de Burg, i al nord-oest d'Alendo, Farrera i Mallolís.

## Etimologia
Joan Coromines explica el topònim Montesclado com un dels topònims no preromans de la zona. Procedeix de dos mots llatins esdevinguts ja catalans: mont (muntanya) i usclat (cremat, socarrat).

## Geografia

### El poble de Montesclado
Montesclado és un altre dels pobles dels entorns que s'estenen de forma esglaonada en una carena o en un vessant de muntanya. Té la forma d'un poble compacte, tot i que no arriba a formar en el seu interior carrers convencionals. L'església de Sant Esteve és a la part baixa del poble al costat occidental i va substituir Sant Esteve vell de Montesclado situada al nord-est de la població i que avui està en ruïnes.

#### Les cases del poble[2]
| - Casa Badià - Casa Barber - Casa Batllevell - Casa Burgueto | - Casa Cardaire - Casa Copet - Casa Gorra - Casa Goserans | - Casa Marçol - Casa Nyerro - Casa Padolla - Casa Pedescoll | - Casa Pere - Casa Peri - Casa Poblador - La Rectoria | - Casa Roc - Casa Roi - Casa Sellui - Casa Tomasó |

- Casa Mingo

## Història

### Edat contemporània
Pascual Madoz dedica un article del seu Diccionario geográfico... a Montesclado. S'hi pot llegir que és una localitat amb ajuntament, situada en el cim d'un turonet, envoltada de muntanyes més altes al sud. El clima hi és fred, i hi regnen els vents del nord. S'hi pateixen reumes aguts i crònics i inflamacions. Tenia en aquell moment 10 cases, una font i l'església parroquial de Sant Esteve, que comprèn la de Glorieta, amb rector diocesà ordinari. El territori és pedregós i muntanyós, amb la muntanya de Sant Andreu poblada de pins i arbusts. S'hi collia poc blat, sègol, patates, fajol, llegums, hortalisses i herba. Hi havia bestiar de cabres i vacum i cacera de perdius i llebres. Comptava amb 12 veïns (caps de casa) i 40 ànimes (habitants).